# Masarykova obchodní akademie Rakovník
Masarykova obchodní akademie Rakovník je střední škola v Rakovníku, příspěvková organizace Středočeského kraje.

## Charakteristika Masarykovy obchodní akademie
Jedná se o jedinou obchodní akademii na Rakovnicku. Na škole jsou vyučovány dva studijní obory. Jedním je obchodní akademie, jež má ryzí zaměření na ekonomickou sféru, a ekonomické lyceum, jež je kromě ekonomické sféry obohaceno i o zaměření na všeobecné vzdělání.
MOA Rakovník je fakultní školou Fakulty ekonomické Západočeské univerzity v Plzni a má navázanou spolupráci s Vysokou školou ekonomickou v Praze a Metropolitní univerzitou v Praze.

## Budova školy
Školní budovu navrhl ve funkcionalistickém slohu architekt František A. Libra. Librova koncepce, podpořená zastupiteli města, nahrazovala tradiční třídy nápodobou moderně organizovaných kanceláří. Tím se škola měla přiblížit budoucím zaměstnáním svých absolventů. Náklady na její postavení činily přes čtyři a půl milionu československých korun; výstavbu financovalo město Rakovník se spořitelnou.
Budova se nachází mezi Pražskou a Spalovou ulicí a Čermákovými sady. Sídlí v ní nejen Masarykova obchodní akademie, ale také Střední zemědělská škola. Správcem budovy je MOA. Obě školy mají v rámci budovy své vlastní prostory. MOA aktivně využívá 3. a 4. patro staré budovy a celou budovu novou. V komplexu budov se nacházejí dvě tělocvičny a posilovna. Školní jídelna je provozována zmíněnou zemědělskou školou. U vchodu pro studenty jsou umístěny šatny, jež obsahují skříňky pro každého studenta/tku. V budově se nachází také výtah. Budova školy je podzemním tunelem propojena se sousedním Domovem seniorů Rakovník na Wintrově náměstí, neboť právě jím jsou dopravovány pokrmy ze školní jídelny seniorům a pečovatelkám.
Součástí přístavby z roku 1998 je také studovna a aula, v níž jsou prezentovány ročníkové práce, pořádány besedy, imatrikulace i úvod do nového školního roku a také jsou zde předávána maturitní vysvědčení.

## Historie

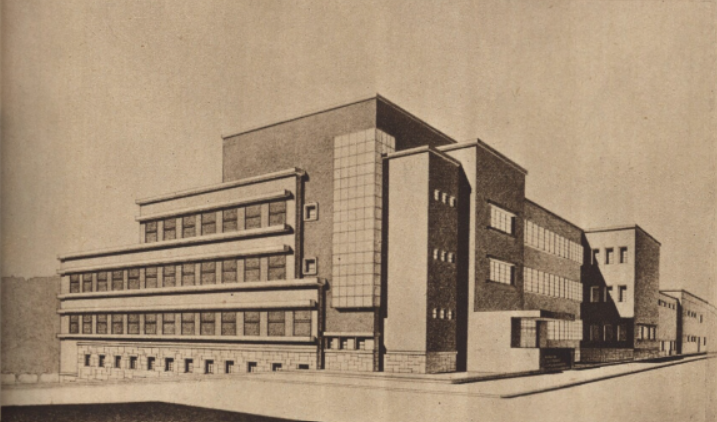
Návrh budovy obchodní školy Rakovník (repro Pestrý týden 1927)

### Předchůdce MOA
Veřejná obchodní škola byla v Rakovníku otevřena v roce 1919 v souvislosti s mohutným rozvojem místního průmyslu, obchodu a živností, zejména Rakovnické keramické závody a Ottova továrna na výrobu mýdla, kosmetiky a pokrmových tuků. Původně sídlila v Mayerově domě, v němž v současnosti sídlí mateřská škola, nacházející se vedle rakovnického gymnázia.
Prostory této budovy začaly být s přibývajícím počtem studentů nevyhovující a tak bylo rozhodnuto o vybudování nové budovy právě pro obchodní školu. Kvůli předpokladu, že významná část studentstva bude do školy dojíždět, byla vybrána nezastavěná plocha Jungmannovy ulice (současná Pražská ulice) poblíž vlakového nádraží. Veřejnou soutěž na její projekt vyhrál v roce 1925 František A. Libra. Výstavba započala v roce 1928 a byla dokončena v roce 1929.

### V budově Františka A. Libry
Škola byla slavnostně otevřena 2. března 1930 pod názvem Masarykova veřejná obchodní škola. Budovu sdílela s Odbornou školou pro ženská povolání. Škola dostala od města Rakovník jméno po prezidentu Tomáši Garrigue Masarykovi, symbolicky jako dar k jeho 80. narozeninám.
Za druhé světové války v roce 1941 byla škola z politických důvodů přejmenována na Obchodní akademii Rakovník. V letech 1944–1945 byla budova školy zabrána německou brannou mocí pro účely vojenské nemocnice. Po konci války byla obnovena činnost MOA pod původním názvem, avšak Odborná škola pro ženská povolání již obnovena nebyla.
Rok po komunistickém převratu v Československu byl název školy změněn na Masarykovu vyšší hospodářskou školu a o dva roky později, v roce 1951, název přišel o část zmiňující T. G. Masaryka. Během 50. let byl název opět změněn na Hospodářskou školu Rakovník. Na konci 50. let, v roce 1958, byla svépomocí postavena první (dnes zvaná stará) tělocvična a přistaveno bylo také šest nových učeben. Architektem přístavby byl taktéž F. A. Libra. Na začátku 60. let byla škola již pevně přejmenována na Střední ekonomickou školu. V této době se také do budovy Střední ekonomické školy přistěhovala Střední zemědělská škola z její původní adresy v ulici Dukelských hrdinů.
Po sametové revoluci byl v 90. letech změněn název školy na ten původní – Masarykova obchodní akademie. Zároveň započalo rozšiřování školy. V roce 1998 byla dokončena přístavba nové budovy společně se studentským vchodem a šatnami. V roce 2003 byla do provozu uvedena také nová tělocvična se čtyřmi převlékárnami se sprchami a sociálním zařízením.
V roce 2017 Masarykova obchodní akademie zažila největší krizi jejích moderních dějin. Bývalá ředitelka, Mgr. Radka Soukupová, MBA, netransparentním způsobem propustila jediného vyučujícího informačních technologií, což je také maturitní předmět, a odůvodňovala to škrty v rozpočtu. Byl to však právě tento učitel, jenž vyjádřil nesouhlas s kroky ředitelky během hlasování, ve kterém se celý pedagogický sbor zdržel hlasování. Důvod, který uvedla ředitelka Soukupová, byl personální nadbytečnost. Na vyjádření nesouhlasu se směřováním školy pod Radkou Soukupovou podala dobrovolně v květnu 2017 výpověď také vyučující matematiky, jež je správkyní systému Bakaláři. Nedlouho na to, začátkem června 2017, obdrželi výpověď za nadbytečnost také učitelka ekonomických předmětů a učitel humanitních předmětů. Reakcí studentů bylo svolání protestu. Sešli se ve středu 21. června 2017 v ranních hodinách. Nejprve protestující pochodovali centrem Rakovníka po délce Husova náměstí a kolem Muzea TGM po Pražské ulici došli až před budovu školy, kde skandovali své slogany. Ke studentům se přidali také někteří rodiče, někteří vyučující MOA a široká veřejnost. Celkem protestující dav čítal kolem čtyř stovek lidí. Se situací se přijel seznámit i radní středočeského kraje pro oblast školství Jan Skopeček. Necelé dva měsíce po akci dne 10. srpna 2017 Radka Soukupová rezignovala na pozici ředitelky. Dočasnou ředitelkou byla pro nový školní rok pověřena Ing. Veronika Benešová a Středočeský kraj, jako zřizovatel školy, vypsal konkurzní řízení na post ředitele školy. Schválen a jmenován novým ředitelem MOA byl Mgr. Emanuel Vambera, jež ředitelský post vykovává od 1. února 2018.
Během pandemie v roce 2020 škola zrekonstruovala školní posilovnu. Od školního roku 2020/2021 probíhala covidová distanční výuka plně online dle rozvrhů prostřednictvím Microsoft Teams.